# Agent Orange (альбом)
Agent Orange (с англ. — «Агент „оранж“») — третий студийный альбом немецкой трэш-метал группы Sodom, был выпущен в 1989 году на лейбле SPV GmbH.
Это последний альбом группы, записанный с их гитаристом Франком Блэкфайром (позже перешедшего в Kreator) до его повторного присоединения к группе в 2018 году.  Agent Orange является коммерческим прорывом для Sodom и первым альбомом в жанре трэш-метал, который вошёл в немецкие хит-парады. Альбом был распродан в количестве более 100 000 экземпляров только в Германии и считается наиболее продаваемым альбомом немецкого трэш-метала.
В марте 2010 Agent Orange был повторно выпущен в формате диджипака с бонус-треками, текстами песен и редкими фотографиями.

## Тематика альбома
Текстовое содержание альбома является следствием большого увлечения Тома Энджелриппера войной во Вьетнаме, с песней, посвященной штурмовому самолету AC-47, а также заглавным треком, вдохновленным дефолиантом агентом «оранж». Песня «Ausgebombt» была выпущена на мини-альбоме Ausgebombt с текстом на немецком языке.
Обложку нарисовал художник Андреас Маршалл. В аннотации к альбому группа написала: «Этот альбом посвящен всем людям — солдатам и гражданским лицам, погибшим в результате бессмысленной агрессии войн по всему миру». Этим альбомом Sodom демонстрируют свои пацифистские взгляды, критически анализируя аспекты войн, и группа наконец-то смогла опровергнуть обвинения в фашизме (появившиеся из-за неправильно понятой песни «Bombenhagel», в которой использовался национальный гимн.

## Отзывы критиков
| Оценки критиков            | Оценки критиков |
| Источник                   | Оценка          |
| -------------------------- | --------------- |
| AllMusic                   | [ 5 ]           |
| Rock Hard                  | без оценки      |
| Blabbermouth (переиздание) | [ 7 ]           |
| Ultimate Guitar            | [ 8 ]           |
| Powermetal.de              | [ 9 ]           |
| Metal1.info                | [ 4 ]           |

Альбом получил восторженные отзывы музыкальной прессы и считается одной из лучших работ в каталоге группы, как по мнению критиков, так и фанатов коллектива. Agent Orange иллюстрирует собой окончательный отход Sodom от блэк-метала (в разной степени представленного в предыдущих работах группы) и благодаря ему Sodom смогли зарекомендовать себя как одну из ведущих групп на немецкой трэш-метал сцене.
В 2005 году альбом попал на 299 место в рейтинге журнала Rock Hard The 500 Greatest Rock & Metal Albums of All Time. В 2017 году журнал Rolling Stone отвёл альбому 63 место в своём списке «100 величайших метал-альбомов всех времён».

## Список композиций
Вся музыка написана Кристианом «Witchhunter» Дудеком, Фрэнком «Blackfire» Годжиком и Томасом «Angelripper» Зухом.
| №                   | Название                          | Перевод названия          | Длительность |
| ------------------- | --------------------------------- | ------------------------- | ------------ |
| 1.                  | «Agent Orange»                    | «Агент „оранж“»           | 6:04         |
| 2.                  | «Tired And Red»                   | «Усталый и окровавленный» | 5:25         |
| 3.                  | «Incest»                          | «Инцест»                  | 4:38         |
| 4.                  | «Remember The Fallen»             | «Помни о павших»          | 4:20         |
| 5.                  | «Magic Dragon»                    | «Волшебный дракон»        | 5:59         |
| 6.                  | «Exhibition Bout»                 | «Схватка на потеху»       | 3:35         |
| 7.                  | «Ausgebombt»                      | «Бомбёжка»                | 3:04         |
| 8.                  | «Baptism Of Fire»                 | «Крещение огнём»          | 4:03         |
| 9.                  | «Don't Walk Away» (кавер на Tank) | «Не Уходи»                | 2:56         |
| Общая длительность: | Общая длительность:               | Общая длительность:       | 40:14        |

| №                   | Название                                  | Длительность |
| ------------------- | ----------------------------------------- | ------------ |
| 1.                  | «Incest» (концертная запись)              | 4:18         |
| 2.                  | «Agent Orange» (концертная запись)        | 5:26         |
| 3.                  | «Tired and Red» (концертная запись)       | 5:01         |
| 4.                  | «Remember the Fallen» (концертная запись) | 4:05         |
| 5.                  | «Ausgebombt» (концертная запись)          | 3:47         |
| 6.                  | «Ausgebombt» (немецкая версия)            | 3:06         |
| Общая длительность: | Общая длительность:                       | 25:48        |

## Участники записи
- Томас «Angelripper» Зух — вокал, бас-гитара
- Фрэнк «Blackfire» Годжик — гитара
- Кристиан «Witchhunter» Дудек — ударные

## Чарты
| Чарт                | Высшая позиция |
| ------------------- | -------------- |
| German Album Charts | 36             |